# Penitenciaría de los Estados Unidos, Atlanta

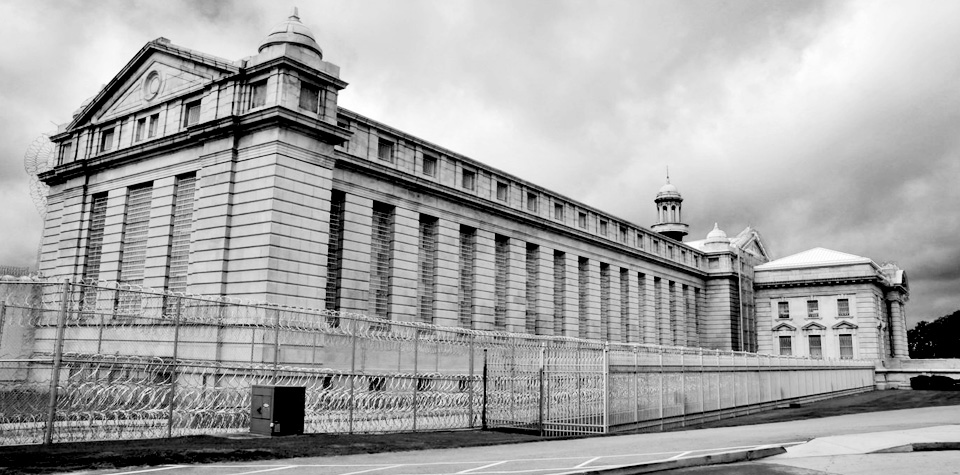
USP Atlanta

Penitenciaría de los Estados Unidos, Atlanta (United States Penitentiary, Atlanta o USP Atlanta) es una prisión federal en Atlanta, Georgia, Estados Unidos. Como parte de la Agencia Federal de Prisiones (BOP por sus siglas en inglés), fue construido en 1902. Es una de las tres prisiones originales del gobierno federal estadounidense. Un congresista de Georgia, Leonidas F. Livingston, abogó para colocar la prisión en Atlanta. Un arquitecto de St. Louis, Misuri, William S. Eanes, y el Fiscal General de los Estados Unidos, John W. Griggs, viajaron a Atlanta para seleccionar el sitio de la prisión en el 18 de abril de 1899.

## Prisioneros notables
- "Whitey" Bulger[1]
- Al Capone[1]
- Eugene V. Debs[1]
- Roy Gardner[1]
- Marcus Garvey[1]
- Giuseppe Morello